# Pompierre-sur-Doubs
 Pompierre-sur-Doubs  es una población y comuna francesa, en la región de Franco Condado, departamento de Doubs, en el distrito de Montbéliard y cantón de Clerval.

## Demografía
| 319 | 303 | 311 | 258 | 244 | 273 |
| Para los censos de 1962 a 1999 la población legal corresponde a la población sin duplicidades (Fuente: INSEE [Consultar]) |     |     |     |     |     |